# 소송참가
소송참가(訴訟參加)는 이미 개시되어 있는 소송에 당초부터의 당사자 이외의 자가 끼어들어서 소송에 관여하는 것을 말한다. 끼어들은 제3자가 새로이 당사자의 지위를 얻는 경우로서 공동소송참가 및 독립당사자참가가 있고, 제3자는 당사자로서 소송에 참가하는 것과 당초부터의 당사자의 어느 한 편을 보조하는 데 그치는 경우로서 보조참가가 있다.

## 공동소송참가
공동소송참가(共同訴訟參加). 제3자가 원고 또는 피고의 공동소송인으로서 참가하는 것을 말하며 참가의 결과 생기는 공동소송이 합일확정의 공동소송으로 되는 경우에 이러한 형식이 인정된다.

## 독립당사자참가
독립당사자참가(獨立當事者參加)는 제3자가 이미 개시되어 있는 소송의 원고 및 피고에 대하여 그들의 청구와 관계되는 자기의 청구를 주장하면서 그 소송에 참가하는 형식을 말한다. 그 결과 세 사람의 당사자가 대립하게 되는 경우, 이것을 두 당사자 대립구조의 전형적 예외를 이루는 3면소송으로 보느냐, 좌우간 당사자로서 소송에 참가하는 자의 소가 이미 존재하고 있는 소송에 병합되어 정자형(丁字型)의 공동소송으로 된 것으로 보느냐 등 여러 설이 있다. 3면소송설(三面訴訟設)이 다수설이나 어느 경우에나 심리방법은 합일확정 공동소송과 같다.

## 공동소송적 보조참가
공동소송적 보조참가(共同訴訟的補助參加). 특히 소송의 내용을 보아서 당연히 기판력이 미치는 제3자가 보조참가한 경우에 이 자에게는 본래의 보조참가인의 권한을 넘어서 공동소송인과 같은 권한을 주어야 한다는 설이며 학설이 만들어 낸 형식이다.

## 판례
- 민사소송법 제76조 제2항은 참가인의 소송행위가 피참가인의 소송행위에 어긋나는 경우에는 참가인의 소송행위는 효력을 가지지 아니한다고 규정하고 있는데, 그 규정의 취지는 피참가인들의 소송행위와 보조참가인들의 소송행위가 서로 어긋나는 경우에는 피참가인의 의사가 우선하는 것을 뜻하므로 피참가인은 참가인의 행위에 어긋나는 행위를 할 수 있고, 따라서 보조참가인들이 제기한 항소를 포기 또는 취하할 수도 있다[1]